# Mater et magistra
Mater et magistra är en påvlig encyklika, promulgerad av Johannes XXIII den 15 maj 1961. Encyklikan avhandlar ämnet ”Kristendom och social utveckling”.